# Joseph Paintsil
Joseph Paintsil (ur. 1 lutego 1998 w Akrze) – ghański piłkarz grający na pozycji ofensywnego pomocnika. Od 2018 jest zawodnikiem klubu KRC Genk.

## Kariera klubowa
Swoją karierę piłkarską Paintsil rozpoczął w akademii piłkarskiej Red Bull Ghana. W 2015 roku podjął treningi w Tema Youth FC, a w 2016 roku zadebiutował w nim w ghańskiej First Division. Na koniec sezonu awansował z nim do Premier League. W 2017 roku został wypożyczony do węgierskiego Ferencvárosi TC. 9 września 2017 zadebiutował w nim w NB I w wygranym 5:2 domowym meczu z Vasasem i w debiucie zdobył gola. W sezonie 2017/2018 wywalczył z Ferencvárosi wicemistrzostwo Węgier.
W lipcu 2018 Paintsil przeszedł do belgijskiego KRC Genk za 3 miliony euro. 19 sierpnia 2018 zaliczył w nim debiut ligowy w wygranym 3:1 domowym meczu z Royalem Charleroi. W sezonie 2018/2019 wywalczył z Genkiem tytuł mistrza Belgii, a latem 2019 zdobył Superpuchar Belgii.
Latem 2020 Paintsil został wypożyczony do tureckiego MKE Ankaragücü. Swój debiut w nim zanotował 13 września 2020 w przegranym 1:2 domowym meczu z BB Erzurumsporem. Na koniec sezonu 2020/2021 spadł z Ankaragücü z Süper Lig, a po nim wrócił do Genku.
| Sezon   | Klub            | Kraj   | Rozgrywki       | Mecze | Gole |
| ------- | --------------- | ------ | --------------- | ----- | ---- |
| 2016    | Tema Youth FC   | Ghana  | First Division  | ?     | ?    |
| 2017    | Tema Youth FC   | Ghana  | Premier League  | 22    | 10   |
| 2017/18 | Ferencvárosi TC | Węgry  | NB I            | 25    | 10   |
| 2018/19 | KRC Genk        | Belgia | Eerste klasse A | 25    | 3    |
| 2019/20 | KRC Genk        | Belgia | Eerste klasse A | 18    | 1    |
| 2020/21 | MKE Ankaragücü  | Turcja | Süper Lig       | 33    | 11   |

## Kariera reprezentacyjna
W reprezentacji Ghany Paintstil zadebiutował 25 maja 2017 roku w zremisowanym 1:1 towarzyskim meczu z Beninem, rozegranym w Akrze.